# Serjania velutina
Serjania velutina är en kinesträdsväxtart som beskrevs av Jacques Cambessèdes. Serjania velutina ingår i släktet Serjania och familjen kinesträdsväxter. Inga underarter finns listade i Catalogue of Life.